# هيو فورد (لاعب كرة قدم)
هيو فورد (بالإنجليزية: Hugh Forde)‏ هو لاعب كرة قدم بريطاني، ولد في 31 يناير 1936 في بلفاست في المملكة المتحدة. شارك مع منتخب المملكة المتحدة الوطني لكرة القدم. أما مع النوادي، فقد لعب مع أردز وغلينافون وليسبورن ديستليري.

## وصلات خارجية
- هيو فورد على موقع الاتحاد الدولي (مؤرشف)  (الإنجليزية)
- هيو فورد على موقع أوليمبيديا (الإنجليزية)